# Кереван
Кереван (англ. Kerewan) — город в Гамбии, административный центр округа Северный Берег.

## Описание
Город расположен на северном берегу реки Гамбии, на ответвлении под названием Мини Миниян Болонг (англ. Miniminiyang Bolong), примерно 50 км к востоку от столицы Банжул и в 50 км к западу от Фарафенни. 
Типичный ландшафт — болото, а дальше от реки — саванна. Дорога Норт-Бэнк, ведущая в Фарафенни не имеет твёердого покрытия.
С 1996 года в городе вещает местная радиостанция.
По данным переписи 2013 года  городе проживает 225516 человек.
Население в основном занимается сельским хозяйством. Основными культурами являются арахис, рис, кукуруза и просо.